# Instytut Polski w Sztokholmie

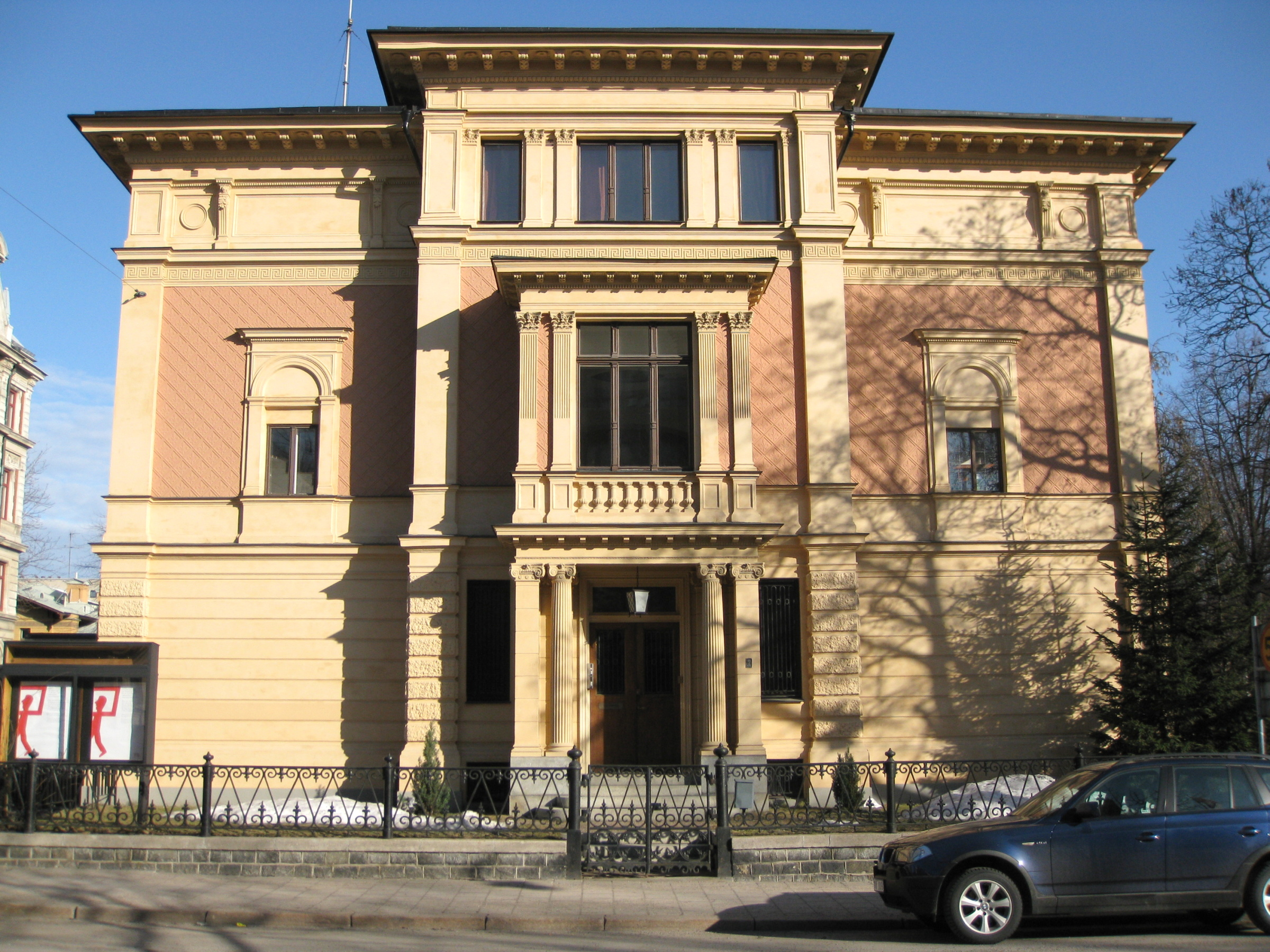
Siedziba Instytutu w l. 1973–2009 w Adelsköldska villan

Instytut Polski w Sztokholmie (szw. Polska institutet i Stockholm) – polska placówka kulturalna w stolicy Szwecji podlegająca Ministerstwu Spraw Zagranicznych RP.

## Działalność
Instytut Polski odpowiada za promowanie w Szwecji polskiej kultury i nauki, upowszechnianie wiedzy na temat Polski oraz rozbudowywanie kontaktów pomiędzy artystami, środowiskami opiniotwórczymi oraz instytucjami kulturalnymi z obu państw. Instytut m.in. prowadzi bibliotekę oraz organizuje koncerty, wystawy czy spotkania literackie.
Instytut powstał w 1973. Jego pierwotna siedziba mieściła się w zabytkowej Adelsköldska villan na ulicy Villagatan 2. W maju 2009 przeniósł się do budynku pod adresem Mosebacke torg 4 w dzielnicy Södermalm.

## Dyrektorzy
- 1990–1994 – Tomasz Jastrun
- 1999–2005 – Piotr Cegielski
- 2006–2012 – Katarzyna Tubylewicz
- 2012–2016 – Arkadiusz Bernaś[4]
- 2016–2018 – Anna Godlewska[5]
- 2018–2019 – Agata Zajega (p.o. dyrektora)
- 2019–2023 – Paweł Ruszkiewicz[6]
- 2023–2024 – Robert Szaniawski[7]
- od 2025 – Joanna Tamborska[8]